# 波希米亞的杜布拉娃
波希米亞的杜布拉娃，或稱杜布拉娃（捷克語：  Doubravka Přemyslovna;約940/45 – 977）是普熱米斯爾王朝的波希米亚公主，與梅什科一世聯姻後頭銜是波兰公爵夫人。她是波希米亞公爵波莱斯劳斯一世的女兒；她母親則可能是神秘的比亚戈塔。據更早期的信源顯示，杜布拉娃在當時曾惇促她丈夫，波蘭立國史上首位統治者波兰的梅什科一世，在婚後第二年即966年去接受洗礼。部分時候她是被冠以「波蘭人的教母」著稱。

## 早期人生

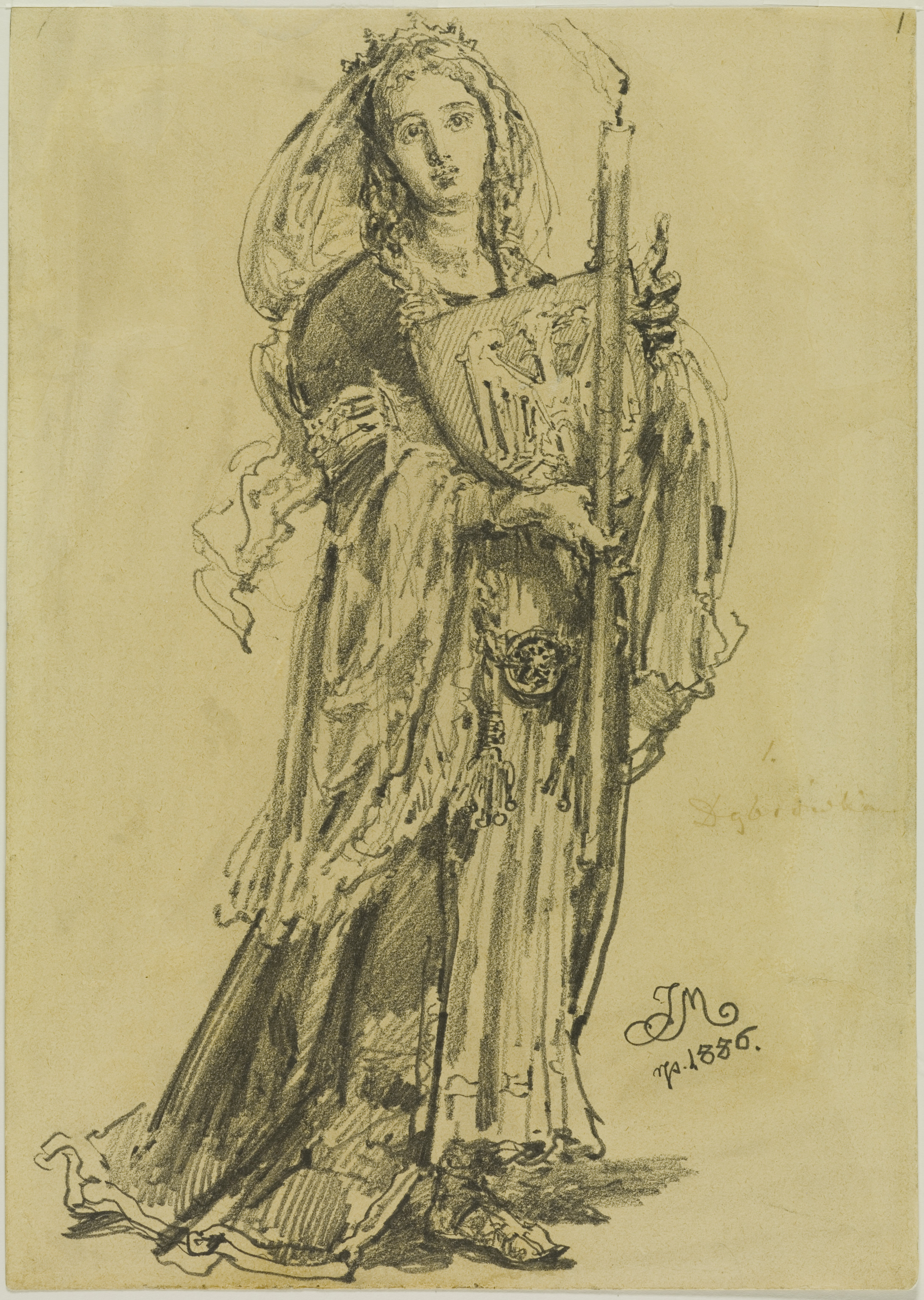
扬·马泰伊科 （1886 年）所繪的杜布拉娃肖像。

杜布拉娃生辰日子未能為後人所知，唯一有表述其年齡的文書痕跡是来自布拉格的編年史家科斯马斯，據他聲稱波希米亞公主在與梅什科一世結婚時是「一位年長女性」。這段記錄被認為是有私心傾向而不足以信，同時一些研究者認為該聲明是基於惡意來捏造的。這個有可能是科斯馬斯在關於杜布拉娃年齡的聲明中，為她和她姐姐姆拉達之間的年齡差異製造一個參考物，如此將為他篤明杜布拉娃意思為「老」提供依據（「姆拉達」這個詞的意思是「年輕」）。同時研究也發現，科斯馬斯是有將杜布拉娃與梅什科一世的第二任妻子「哈登斯萊本的奧達」相混淆，後者在她結婚時大約是19-25歲，這是一個據中世紀習俗為相對大齡的成婚歲數。一些研究者如波蘭史學家傑日·斯特澤爾奇克，是採用推測性的觀點，認為「據當時的婚姻觀念和習慣（通則意義的婚姻，是與女性青少年相締結），而假設杜布拉娃已經度過了她的青春年華，因則，很可能的是她（結婚時）年齡介於二十歲前或後的情況」。
對杜布拉娃童年與年少時的情況也是無跡可尋。 1895年波蘭史學家奥斯瓦尔德·巴尔泽駁斥過有關杜布拉娃在與梅什科一世婚前曾與梅瑟堡侯爵貢瑟結婚並育有一子貢澤林的考究報告。這種觀點是基於這樣一個事實，即梅瑟堡的蒂特玛在他的編年史中將岡瑟的兒子貢澤林，稱為波列斯瓦夫一世的「兄弟」，後者則是杜布拉娃的兒子。當下的史學家們認為，貢澤林和波列斯瓦夫一世實際上是表親或妻兄弟關係。

## 聯姻和波蘭基督教化

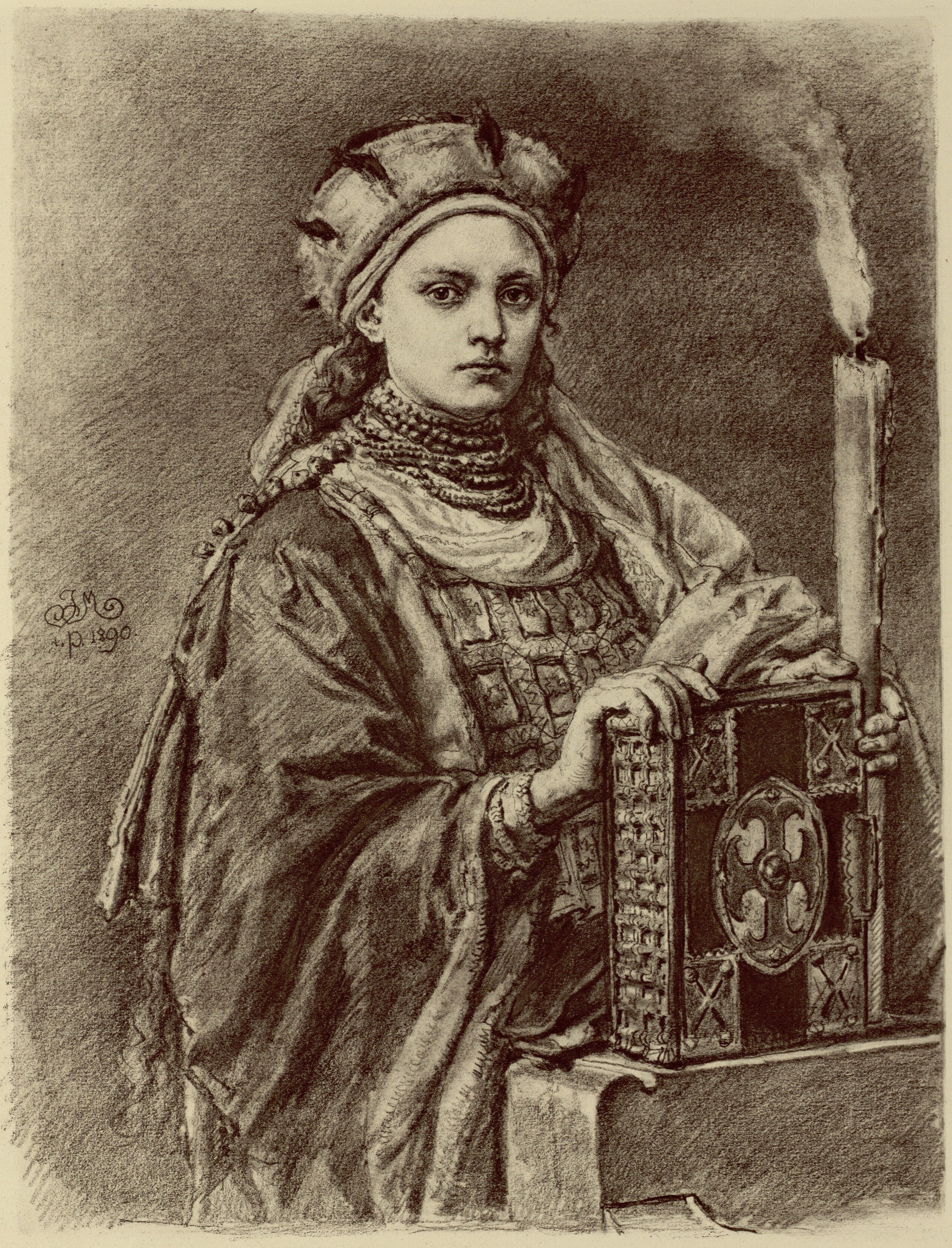
波蘭公爵夫人杜布拉娃， 扬·马泰伊科作畫。

在964年 下半，波希米亞公爵波列斯拉夫一世和波兰的梅什科一世達成同盟關係。為鞏固協議，杜布拉娃作為波列斯拉夫一世的女兒，於965年嫁給梅什科一世。這段婚姻鞏固了波兰-波西米亚联盟，該同盟關係到杜布拉娃身後還一直持續。
據兩個相互獨立的信源，認定杜布拉娃在梅什科一世和波蘭皈依基督教的過程裡，是擔當一個重要角色位置。第一個信源是蒂特玛的編年史，作者自己是在杜布拉娃離世前兩年出生的。他有寫道，波希米亞公主當時是試圖說服她丈夫接受基督教（即使以破壞他們婚姻和波蘭-波希米亞同盟關係作為代價），而到最後她也終獲梅什科一世的皈依，並通過他獲整個波蘭的受洗。另一面說法，據12世纪编年史家高盧無名氏所述，杜布拉娃在來到波蘭時是被世俗和宗教要人所包圍，她同意在梅什科一世受洗的前提下與他結婚。波蘭統治者只能在接受這一條件下，才能夠迎娶波西米亞的公主。
現代史學家們相關一致意見，是梅什科一世的基督洗禮儀式，是基於政治利益所決定而不應歸功於杜布拉娃的任何行動，這方面觀點是認為她幾乎沒在她丈夫轉信過程裡有起過任何作用。史學觀點相信當時梅什科改變宗教信仰，是出於他與杜布拉娃婚前不久所達成的波蘭-波希米亞協議裡已被議定的要點之一。史學家們指出，將梅什科一世的基督轉信歸功於杜布拉娃的敘述，是建構成教會傳統的一部分，此部分是強化起憑藉女性影響來針對異信仰統治者們的轉信體系。
杜布拉娃在波蘭人的基督教化過程裡是有起過關鍵角色的作用。她的婚禮巡遊是與基督教神職人員相伴，而一同到達波蘭的，其中可能包括後於968年被任命為第一位波蘭主教的約旦。歸功於杜布拉娃所成傳統，是有多個宗教建築建立起來：在格涅兹诺的聖三一教堂和聖威特教堂，以及在波兹南奧斯特羅·圖姆斯基的聖母瑪利亞教堂。

## 子嗣
杜布拉娃和梅什科一世擁有至少一位兒子， 波列斯瓦夫一世 （967～1025.6.17）。還有一位女兒，名斯維托斯娃或傲慢的詩格麗德，則先後與瑞典國王胜利者埃里克和丹麥國王八字胡斯文成婚，與後者婚後成為克努特大帝的母親：波蘭的貢希爾德被通常認為是這一女兒。有一個假設斷言存在梅什科一世的另一個女兒，她是嫁給了波美拉尼亞的斯拉夫王公；其可能是杜布拉娃自己或梅什科與一位異信仰前妻所生。此外，還有一種理論是提出說（顯然由「布拉格的德特馬爾」記錄並於1895年獲奧斯瓦爾德·巴爾澤支持），1002年到1003年以波希米亞公爵之名實施管治的弗拉迪沃伊（約981～1003. 1 ），是杜布拉娃和梅什科一世的另一個兒子。儘管現代史學家們拒絕了這一假設，捷克史學方面是支持了有關弗拉迪沃伊具皮亞斯特-普熱米斯爾混血的概念。

## 離世及安葬
杜布拉娃是於 977年離世。 約瑟夫·伊格納西·克拉舍夫斯基在他1888年的研究裡寫道：「她的坟墓是在格涅兹诺大教堂被發現的，它是一塊標有十字架的簡單石頭。紫色長袍和沉重的金色纏腰布，則是在她墳墓中所發現的所有物品」。而在同時期早前的1843年，愛德華·拉欽斯基於其研究Wspomnienia Wielkopolski to jest województw poznańskiego, kaliskiego i gnieźnieńskiego （大波蘭波玆南、卡利玆和格涅茲諾地區的記憶）裡對杜布拉娃安葬地也表達過類似觀點。然而至現代，波希米亞公主的安葬位置被認為還是未知數。